# Colha
Colha é um sítio arqueológico pré-colombiano da Civilização maia localizado na porção norte do Belize, cerca de 52 km ao norte da cidade de Belize, perto da cidade de Orange Walk. O local é um dos primeiros da região maia e permanece importante para o registro arqueológico da cultura maia bem no Período Pós-Clássico. De acordo com Palma Buttles, "as evidências arqueológicas colhidas em Colha nos permitem interpretar que sua ocupação ocorre desde o Período Pré-cerâmico Precoce (3 400 a.C.-1 900 a.C.) até o Período Pós-Clássico Médio (1150 d.C.-1300 d.C.) com picos populacionais ocorrendo no Pré-Clássico Tardio (400 a.C.- 100 d.C.) e novamente no Período Clássico Tardio (600 d.C.-850 d.C.)".  Esses picos populacionais estão diretamente relacionados com a presença de oficinas que utilizavam ferramentas de pedra no local. Próximo a Colha encontrou-se uma importante fonte de cherte de alta qualidade que se encontra no calcário cenozoico da região  e com rotas comerciais bem assinaladas utilizadas pelos habitantes para desenvolver um nicho no mercado comercial maia que pode ter se estendido até às Grandes Antilhas.  Durante os períodos Pré-Clássico Tardio e Clássico Tardio, Colha atuou como principal fornecedora de ferramentas de pedra trabalhada para a região. Estima-se que as 36 oficinas em Colha produziram cerca de 4 milhões de objetos feitos de cherte e obsidianas que foram dispersos por toda a Mesoamérica durante a era Maia.

## História arqueológica
As primeiras escavações arqueológicas em Colha foram iniciadas em 1973. Como parte do Projeto Corozal do Museu Britânico-Universidade de Cambridge, Norman Hammond mapeou, nomeou, testou e relatou o local pela primeira vez. Em  1975, Hammond retornou a Colha para investigações adicionais que descobriram grandes depósitos de detritos de produção de líticos e mostrou que o local tinha uma longa história de ocupação.  Na Conferência Maia de 1976, uma discussão sobre a possível importância de Colha na especialização artesanal provocou um apelo para uma investigação de longo prazo no local.  Foi decidido que Thomas R. Hester e Harry J. Shafer deveriam ser responsáveis por este projeto devido à sua experiência com líticos.  O resultado foi um projeto de 14 anos onde Hester, Shafer, e colegas sob os auspícios do Projeto Colha da Universidade do Texas em Austin.
Importantes contribuições para os conhecimentos e publicações disponíveis em Colha incluem (alfabeticamente, não por importância); Richard E.W. Adams, Dana Anthony, Jaime Awe, Palma Buttles, Meredith Dreiss, Jack D. Eaton, James T. Escobedo Jr., Lawrence H. Feldman, Eric C. Gibson, Thomas R. Hester, Harry B. Islândia, John S. Jacob, John G. Jones, Thomas C. Kelly, Eleanor M. King, Jon C. Lohse, Virginia K. Massey, Marilyn A. Masson, Roberta McGregor, Richard Meadows, Frances Meskills, George H. Michaels, Shirley B. Mock, Daniel R. Potter, Ketherine V. Reese, Erwin Roemer, Robert F. Scott IV, Harry J. Shafer, Leslie C. Shaw, Janet Stock, Lauren A. Sullivan, A.J. Taylor, Fred Valdez Jr., Richard R. Wilk e Lori Wright.

## Período formativo
Em Colha, há evidências esparsas de ocupação durante o período arcaico antes de 3 400 a.C.. Esta data tem sido usada para delinear o início do Período arcaico tardio (3 400 a.C.-900 a.C.).  Este período parece ter sido um momento de colonização temporária e adaptação seletiva através da agricultura, com a maioria dos sítios localizados perto de fontes de recursos naturais facilmente atingidos e adjacentes a "margens de pântanos e lagoas, vales fluviais, áreas costeiras, instalações ao longo das fronteiras ecotonais, abrigos de rochas e cavernas".  Apesar de saberde onde procurar essas evidências, os locais de habitação concreta para este período têm sido instigantes aos arqueólogos, que devem confiar piamente em estudos sobre líticos e pólens para reconstruir os padrões de assentamento para o arcaico tardio na região.  Colha fica numa área com um recurso natural particularmente interessante, cherte, e está muito próximo do Pântano Cobweb. Portanto, era uma área ideal para procurar evidências de evidências arcaicas tardias em Belize.
Em sua Dissertação de Ph.D. de 1997, Harry Iceland montou uma compilação com 23 datas calibradas de radiocarbono entre 3 400 a.C. e 900 a.C. que demonstraram o uso regular do local em todo o arcaico tardio, com exceção de uma lacuna entre 1 900 a.C. e 1 500 a.C., quando o local presumivelmente estava vazio.  Esta cronologia foi apoiada pelos dados de pólen do Pântano de Cobweb. Em sua dissertação, John G. Jones (1994) sugere que a mandioca e o milho estavam sendo cultivados pelo povo de Colha no Pântano Cobweb. Jones documentou evidências de que "a modificação humana da floresta, a perturbação e o cultivo de plantas domesticadas foram estabelecidos para o período anterior a 2,500 a.C. (ou quase 1500 anos antes de qualquer outro local maia).
Outra ferramenta utilizada para a investigação do período arcaico tardio em Colha é a análise do tipo lítico. Macrolâminas, microlâminas, unifaces pontiagudas e outros tipos de líticos específicos têm sido notados em Colha e usados para extrapolar datações para a região.  Os primeiros registros lítico em Colha incluem pontas baixas (Lowe) e pontas serrilhadas (Sawmill). Ambos os tipos de pontas são encontrados predominantemente entre Colha e Ladyville.  Uma mudança na forma dos líticos aparece por volta de 1 500 a.C. assim que termina o hiato em que o local ficou desabitado. Harry Iceland chama este período de pré-cerâmico tardio (1 500 a.C.-900 a.C.) baseado na datação por radiocarbono da coleção associada. Ele demonstra ainda como essa mudança é indicativa de uma mudança nas estratégias agrícolas.  A ferramenta mais encontrada no conjunto pré-cerâmico tardio é um tipo distinto de ponta de uma só face (uniface) que parece ter sido usado para a limpeza extensiva do terreno para a agricultura.

## Período pré-clássico
O Período Pré-Clássico em Collha (900 a.C.– 250 d.C.) é composto por três fases:
- Pré-clássico médio (900 a.C.-400 a.C.),
- Pré-clássico tardio (400 a.C.-100 d.C.), e
- Proto-clássico (100 d.C.-250 d.C.) [1].

Durante esse período, ficou evidente no sítio um padrão geral de desenvolvimento de crescente complexidade social, cultural e econômica.
Apesar das evidências constantes de utilização do sítio desde o Período Formativo, quer através da análise de pólen nas proximidades do Pântano Cobweb  quer pela análise de detritos da utilização lítica ao redor do local desde o Paleolítico, a primeira evidência de um estabelecimento Maia através de meios arquitetônicos em Colha vem no início do período Pré-clássico médio.

### Pré-clássico médio (900 a.C.-400 a.C.)
O início do Pré-clássico médio, ocorre com o início do assentamento permanente em Colha. Esse assentamento era caracterizado por pequenos domicílios dispersos por todo o sítio  e o Complexo de cerâmica Bolay  com evidências de agricultura pantanosa nas proximidades do Pântano Cobweb, além de que e a presença de veados de cauda branca neste local pode indicar que utilizavam “caça de jardim” como estratégia de subsistência. A comunidade de Colha rapidamente progrediu a partir daí. De acordo com Buttles,
"Durante o Pré-clássico médio tardio (600 a.C. - 400 a.C.), os padrões de assentamento do complexo Chiwa (ou fase Mamom) sugerem que houve no local série de domicílios interativos que se foram unificados e provavelmente representou uma sociedade com chefes de baixo nível".
Além disso, os primeiros sinais da importação de matérias-primas e mercadorias de longe apareceram no Pré-clássico médio. Sugere-se que isso seja evidência do desenvolvimento do comércio de longa distância e causa para a expansão e no prestígio da população em Colha. A arquitetura desse período é dominada por estruturas circulares de paredes baixas construídas em sambaquis. Estes teriam suportado superestruturas perecíveis.

### Pré-clássico tardio (400 a.C.-100 d.C.)
Neste período ocorreram outros aumentos populacionais e de complexidade em Colha. A população cresceu e foi estimada em 600 habitantes durante este período. Nesse momento deu-se início a construção de sua primeira arquitetura monumental, na forma de praças, templos e uma quadra de jogos.  Isso sugere que Colha desenvolveu estratificação social e pode ter sido independente ou semi-independente. Para apoiar esse crescimento, Colha desenvolveu ainda mais seu sistema de campos elevados no Pântano Cobweb e expandiu sua produção de líticos, aumentando sua escala e os tipos de líticos produzidos (ou seja, surgiram macrolâminas e pedras bifaciais simbólicas)  para se tornar um centro de importância na região. Hester e Shafer documentam 36 oficinas estão presentes durante este período.  Enquanto as estruturas domésticas permaneceram arquitetonicamente semelhantes, algumas aumentaram de tamanho durante esse período. Os túmulos se tornam mais frequentes e mostram conteúdos mais diversos, especialmente no que diz respeito a itens importados.

### Proto-clássico (100 d.C.-250 d.C.)
O Período Proto-clássico, às vezes referido como o Pré-clássico terminal, foi um momento de mudança na cerâmica e nos padrões encontrados na cultura material de Colha.  O Complexo Blossom Red é indicativo deste período de transição e é dominado pela cerâmica Sierra Red, embora vários outros tipos (San Filipe, Chactoc e Sarteneja) compõem parte do complexo. Ao menos dois edifícios foram atribuídos ao Período Proto-clássico e estes demonstraram uma mudança no layout da forma apsidal de períodos anteriores em direção à forma quadrada/retangular que é encontrada no período Clássico.

## Período Clássico
O período clássico representa um tempo de flutuação na população e do poder em Colha. Três fases ocupacionais são reconhecidas em Colha durante o período clássico. Cada uma tem um complexo cerâmico associado. O Clássico inicial (250 d.C.-600 d.C.) está associado ao complexo Cobweb (Teia de Aranha). O Clássico tardio (600 d.C.-700 d.C.) está associado ao complexo Bomba. E o Clássico terminal (700 d.C.-875 d.C.) está associado ao complexo Masson.

### Clássico inicial (250 d.C.-600 d.C.)
Segundo Buttles, "Durante o período Clássico inicial o complexo Cobweb sofreu reduções na população, na produção de líticos, nos padrões de assentamento, nas práticas funerárias e, em geral, em sua cultura material".  Enquanto as cerâmicas do complexo de Cobweb são encontradas em todo o local, a montagem é a menor numericamente dos complexos associados a Colha e não houve oficinas de líticos atribuídas a esse período no local. Esse fato pode ser uma indicação da crescente importância das oficinas de líticos em Altun Ha e um indicativo de uma mudança no poder político na região.

### Clássico tardio (600 d.C.-700 d.C.)
Apesar da notável redução e tamanho e importância durante o período Clássico inicial, Colha pode ter atingido sua fluorescência durante o período Clássico tardio. De acordo com Jack Eaton, Colha do Clássico tardio pode ter crescido para uma população de quase 1.000 pessoas em seu epicentro e 4.000 dentro de uma área de seis quilômetros quadrados.  Consequentemente, a maioria dos restos arquitetônicos, tanto públicos quanto domésticos, são erguidos no final do Classic e há um grande aumento no número de campos elevados encontrados no Pântano Cobweb durante este período. No entanto, embora existam evidências do retorno de rituais neste período, esse rituais não atingem os níveis encontrados no Proto-clássico e a quantidade de artefatos finos importados é menor do que o encontrado durante os períodos anteriores. Líticos, por outro lado, voltam à proeminência neste momento, mas sua distribuição está espalhada por todo o local. Em número, as oficinas de líticos do Clássico tardio excedem as do Proto-clássico. No entanto, sua distribuição está mais espalhada e parece ser mais independente do controle estatal neste momento. Essas oficinas domésticas parecem estar cada vez mais especializadas.

### Clássico terminal (700 d.C.-875 d.C.)
Em termos de cultura material é difícil diferenciar entre o Clássico terminal e o Clássico tardio.  A exceção pode ser visto na mudança da forma de construir líticos e cerâmicas em um estilo que é influenciado pelos feitos na Península de Iucatã. Valdez vê essa mudança na inclusão de cerâmicas policromas de Petkanche Orange no complexo Masson e na aparência de produtos comerciais do Iucatã (Cerâmica Ticul de ardósia fina).  Enquanto outros observam a especialização em lâminas de haste menores para indicar essa mudança através da adoção da tecnologia atlatl e/ou do aumento da demanda por esses pontas no mercado de exportação para acomodar um acirramento na guerra maia. Segundo Buttles, essa mudança "sugere mudanças nas esferas de interação cultural e política" (p. 95).

## Período pós-clássico
Após o período Clássico, Colha parece ter sido abandonada por um curto período de tempo. Segundo Buttles, "após o aparente fim violento de Colha durante o período Clássico terminal, o local permaneceu desocupado por um período de 50 a 100 anos até cerca de 950 d.C." (p. 100). Esse hiato também ficou evidente na análise do pólen da área circundante e na falta de construção no local.  O chamado Hiato de Colha permitiu uma regeneração do ambiente, algo que tem sido sugerido como fator causal na reocupação dos locais no período pós-clássico inicial. O impulso para a reocupação também foi inferido como a localização do local nas proximidades das terras de rolamento de cherte, como evidenciado pelas 12 oficinas de lítico atribuídas ao Pós-clássico. Hester e Shafer ainda notam que os líticos produzidos nessas oficinas foram feitos do cherte local e da calcedônia importada e grande quantidade de obsidiana (em relação às ocupações anteriores) são importantes fontes de pedra trabalhada no pós-clássico de Colha e novas formas como os "pontas de dardo com entalhe lateral" são evidentes neste período. No entanto, Colha no Pós-clássico era provavelmente uma pequena sociedade de agricultores agrários que usavam a produção de líticos para complementar sua subsistência ou para servir a macro-política de Iucatã. A estratégia de subsistência agrária de escolha para as pessoas que reocupam Colha parece ser um tipo de cultivo de árvores. Considere o seguinte trecho de Buttles (2002, p. 100):
Estratégias de subsistência podem ser melhor reveladas através dos restos paleobotânicos e faunais. Os dados paleobotânicos recuperados das Operações de 2001 e 2010 indicam o uso de uma variedade de cultigens  e cultivo de árvores, incluindo: milho (Zea mays), feijão (Phaseolus vulgaris), algodão (Gossypium hirsutum), urucum (Bixa orellana), Melão-de-são-caetano (Momordica charantia), palmeira marajaú (Bactris major), cacto videira (Selenicereus spinulosus), Macaúba (Acrocomia aculeata), sapoti (Achras zapota), mamão papaia ( Carica papaya), e fruta-do-conde (Annona reticulata)".
Esta reocupação foi feita por um grupo com fortes laços com Iucatã e com uma cultura material significativamente diferente daqueles que ocuparam Colha antes do hiato. Esta reocupação não ergueu nenhuma arquitetura monumental.  Após 950 d.C., o sítio foi ocupado durante todo o restante do Pós-clássico. Três complexos cerâmicos estão diretamente correlacionados a determinados períodos durante o Pós-clássico; o complexo Yalam para o Pós-clássico inicial (950 d.C.-1250 d.C.), o complexo Canos para o Pós-clássico médio (1250 d.C.-1300 d.C.), e o complexo Ranas para o Pós-clássico tardio (1300 d.C.-1400 d.C.). Os complexos de Yalam e Canos estão completos, mas o complexo Ranas parece apenas refletir um influxo do estilo Mayapan.